# Dactylosurculus gomoni
Dactylosurculus gomoni är en fiskart som beskrevs av Werner Schwarzhans och Møller 2007. Dactylosurculus gomoni ingår i släktet Dactylosurculus och familjen Bythitidae. Inga underarter finns listade i Catalogue of Life.